# Stapleford (Lincolnshire)
Stapleford – wieś i civil parish w Anglii, w Lincolnshire, w dystrykcie North Kesteven. W 2001 civil parish liczyła 88 mieszkańców. Stapleford jest wspomniana w Domesday Book (1086) jako Stapleforde.